# Tasseografi

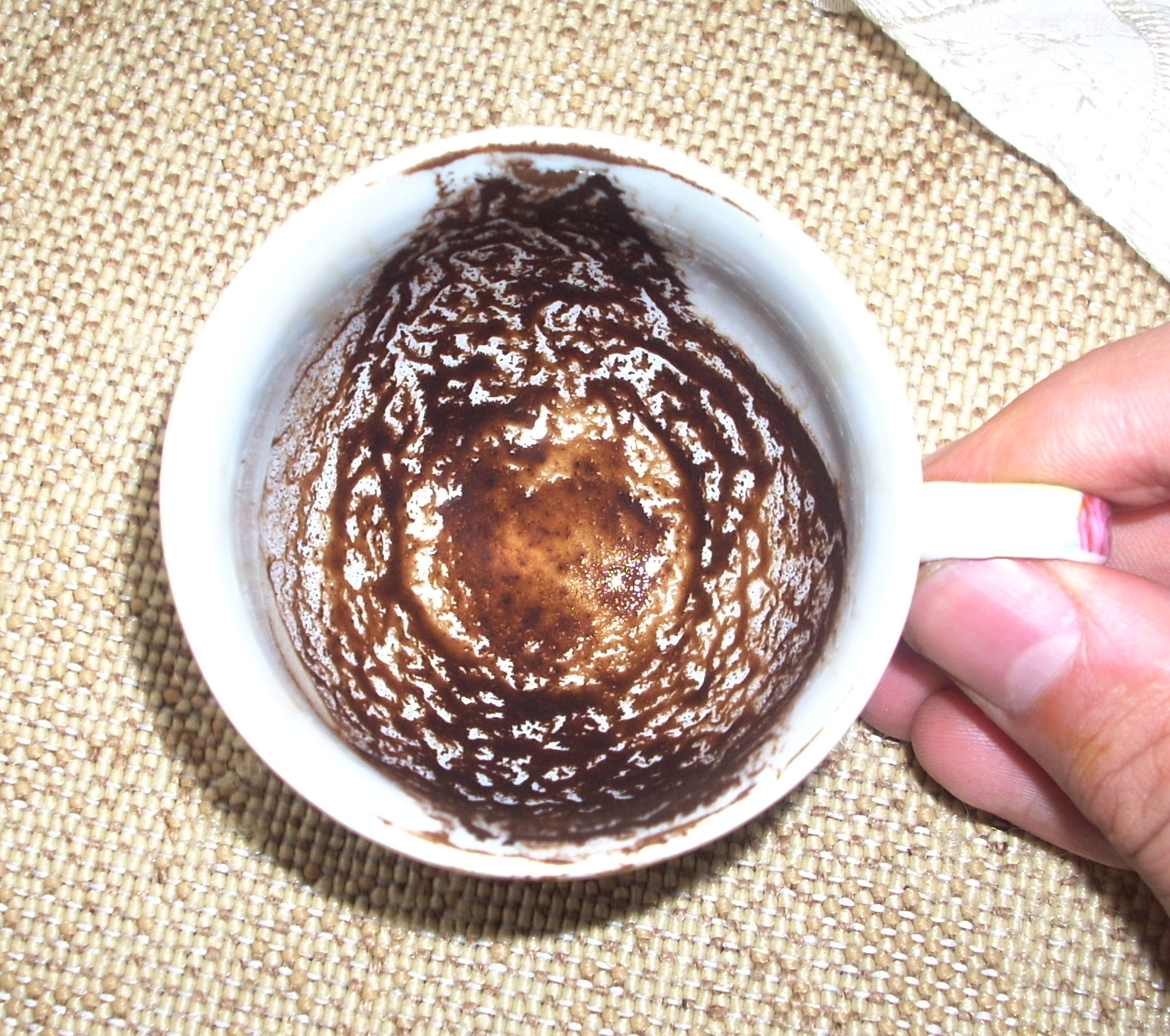
Tasseografi

Tasseografi är konsten att spå i teblad och kaffesump. Denna divinationsform kommer ursprungligen från Kina, men är kanske mest känd för att den utnyttjades och används troligtvis fortfarande av romerna.
Tasseografi går till på följande sätt. Man kokar te på teblad, helst kinesiskt te. Helst ska man vara två stycken så att man kan turas om med att spå varandra. Låt teet dra i 5-10 minuter, häll sedan upp det, utan att sila bort tebladen. Man dricker teet, men lämnar kvar lite vätska i botten. Koppen ska roteras tre varv medsols (en högerhänt person håller koppen vänster hand och tvärtom). Koppen vänds upp och ner på fatet, så att vätskan rinner av. Vänd koppen igen och studera tebladens form och läge
- Koppens handtag är din vän
- Figurerna närmast handtaget påverkar honom/henne genast
- Koppens ovankant är nutid och ju djupare du ser i koppen, desto längre in i framtiden ser du
- Om tebladen bildar tydliga former innebär de vanligtvis lycka
- Om formerna är otydliga kan det betyda motgångar för din vän
- Raka linjer innebär bestämda planer
- Vågiga linjer betyder ovisshet
- Siffror i koppens övre halva avser timmar eller dagar
- Siffror i koppens nedre del syftar på längre tidsperioder, till och med år
- Bokstäver är initialer för personer som kommer att vara betydelsefulla för din vän

## Tasseografiska symboler och deras betydelse
- Ankare: säker resa, framgång i karriären
- Ballong: slut på bekymmer
- Blomma: kärlek, ära
- Bok: visdom
- Borg: god ekonomi, pengar
- Båt: resor
- Cirkel: besvikelse
- Elefant: råd från en vän
- Flagga: en varning
- Fyrkant: skydd
- Fågel: goda/dåliga nyheter
- Grind: möjligheter
- Hjul: pengar
- Hjärta: kärlek
- Hund: en nära vän
- Hästsko: tur
- Klocka: goda nyheter
- Klöver: tur, lycka, framgång
- Kniv: ett missförstånd
- Kryss: otur
- Man: en besökare
- Moln: tvivel
- Nyckel: möjlighet, en hemlighet avslöjas
- Orm: en fiende
- Sax: gräl i hemmet
- Stjärna: framgång
- Stol: en gäst
- Triangel: tur
- Träd: ett mål uppnås
- Trädgård: välstånd